# Liste der Mitglieder des ernannten Landtags (Freistaat Lippe)
Liste der Mitglieder des ernannten Landtages des lippischen Landtages 1946–1947
Die feierliche Eröffnung des ernannten Landtages erfolgte am 9. Mai 1946. Vorgänger war ein auf Landespräsident Heinrich Drakes Vorschlag durch die britische Militärregierung ernannter 12-köpfiger Landesrat. Dieser tagte vom 16. August 1945 bis April 1946 zehn Mal und hatte vor allem beratende Funktion. Die Selbstauflösung des Landtages erfolgte am 21. Januar 1947 anlässlich der Auflösung des Landes Lippe und Beitritts zu Nordrhein-Westfalen. Einige der Abgeordneten gehörten nach der Auflösung des Freistaates auch dem 2. Ernannten Landtag Nordrhein-Westfalen an. Der ernannte lippische Landtag tagte elf Mal. Ursprünglich war von den Briten die Bildung eines gemeinsamen lippisch-schaumburg-lippischen Landtages vorgesehen. Dem Landtag gehörten 31 Mitglieder an, davon 3 parteilose, 2 der FDP, 5 der KPD, 8 der CDU und 13 der SPD.

## Mitglieder
Hinweis: die mit * markierten zogen nach Auflösung des Landtages in den nordrhein-westfälischen Landtag ein.

## B
- August Blanke, SPD, Holzhausen bei Sylbach (Landarbeiter)
- Fritz Brand, SPD, Bad Salzuflen (Tischlermeister)
- Rudolf Brinkmann, SPD, Leopoldshöhe (Zeichner)
- Gerhard Bonwetsch, CDU, Detmold (Oberstudiendirektor)
- Werner Blome, parteilos, Bösingfeld (Superintendent)

## D
- Heinrich Drake, SPD, Hiddesen (ernannter Landespräsident der Länder Lippe und Schaumburg-Lippe)[3]
- Ernst Dietrich, KPD, Horn (Gärtner)

## F
- Emil Feldmann, SPD, Schötmar (Landrat und Landtagspräsident)*

## G
- Heinrich Gottenströter, SPD, Heidenoldendorf (Gewerkschaftssekretär)

## H
- Martha Hausmann, SPD, Detmold (Hausfrau)[4]
- Heinrich Hausmann, SPD, Blomberg (Kaufmann)[5]
- Alex Hofmann, CDU, Detmold (Fabrikant, kurzzeitig Bürgermeister)
- Franz Hense, CDU, Lipperode (Tischlermeister und Bürgermeister)
- Ernst Heumann, FDP, Sabbenhausen (Lehrer)

## J
- Heinrich Jasper, KPD, Lage (Fliesenleger)

## K
- Ernst Kuhlemann, SPD, Öttern bei Detmold (Landwirt)
- Heinrich Klocke, CDU, Rischenau (Tischlermeister)
- Johannes Kuhlmann, CDU, Lemgo (Fabrikant)
- Heinz Krekeler, FDP, Holzhausen bei Sylbach (promovierter Chemiker)

## M
- Wilhelm Mellies, SPD, Waldheide bei Detmold (Landrat)*
- Ernst Meier, KPD, Oerlinghausen (Redakteur)
- Otto Mahlmann, parteilos, Jerxen-Orbke (Schuhmachermeister)

## P
- Johannes Petrick, SPD, Talle (Volkswirt)

## S
- Heinrich Sölter, SPD, Barntrup (Postschaffner und Bürgermeister)
- Ernst Schlinkmeier, CDU, Wendlinghausen (Landwirt)*
- Walter Sterzel, KPD, Lemgo (Holzbildhauer)[6]
- Wilhelm Strate, parteilos, Heidenoldendorf (Tischlermeister)

## T
- Wilhelm Tölle, CDU, Humfeld (Landwirt)

## V
- Kurt Vosshege, KPD, Bad Salzuflen (Bildhauer)

## W
- Fritz Winter, SPD, Silixen (Werkmeister und Bürgermeister)
- Hermann Wendt, CDU, Heiligenkirchen (Rektor)*